# 笄禮
笄禮是中國、朝鮮傳統的女性成年禮。笄礼作为女性的成人礼，像男性的冠礼一样，也是表示成人的仪式，在举礼的程序等问题上大体和冠礼相同。

## 字義
「笄」（拼音：jī ，注音符號：ㄐㄧ），《說文解字》：「簪也。從竹，幵聲。」《篇海》說，「婦人之笄，則今之簪也。本作筓。」笄為一種飾件，用來固定髮髻，是根細長钎子，一頭銳，一頭鈍，鈍的一頭有突出的裝飾，稱為首部。笄是髮簪家族的鼻祖。笄的首部簡單樸素。後來的簪、釵等皆是在笄的基礎上發展而來。加「笄」（又叫「及笄」），成為了漢族女性成人之禮的禮儀之名。

## 概論
《禮記·曲禮》：「子許嫁，笄而字。」女子是在許嫁之後舉行笄禮、取表字。《禮記·雜記》：「女子十有五年許嫁，笄而字。」如此，則許嫁的年齡是十五歲。如果女子遲遲沒有許嫁，則可以變通處理，《禮記·內則》鄭玄注：「其未許嫁，二十則笄。」笄禮的儀節，文獻沒有記載，《通典·女笄》只說，「笄女禮猶冠男也，使主婦、女賓執其禮。」 學者大多也認為應當與冠禮相似。
華夏地區自古重視孝道和身體的康健，《孝經·開宗明義》：「身體髮膚，受之父母，不敢毀傷，孝之始也。」且其文明大多出自農業，因此未發展出毀傷型、考驗型的成人禮儀。漢族選擇了將當時社會重視的要素：華（衣冠）與夏（禮儀）投射於將要成人的兒童身上。
男有冠禮，女有笄禮。笄禮的年齡比冠禮小。古時，女子以十五歲為成人。十五歲以後，就可以許嫁、行笄禮了。許嫁之後，必行笄禮。這裡說的許嫁，是指完成了婚禮六禮中的「納徵」禮。許嫁後所行笄禮，稱「許嫁笄」。如果已經成人的女孩子遲遲未許嫁，那麼到了二十歲也必須行笄禮。
也就是說，一個女孩子到了十五歲，就隨時可以許嫁，也隨時可以行笄禮了。如果許嫁時已經行過笄禮，則無需再行。如果還沒有行過，則必須行笄禮才能夠被夫婿家以「親迎」之禮接走。未行笄禮的姑娘，不能嫁人。如果一個姑娘長期待字閨中（其實也就說明了她還未行笄禮，還在等待「命字」），那麼最遲到了二十歲，不論有沒有許嫁，都要行笄禮以正式確認其成年。也就是說，一個女孩子就算嫁不出去，也不能一輩子處於總角、無字的「未成年」狀態，必須以笄禮這種成年儀式加以確認。
笄禮的儀節，文獻缺少記載。成書於唐代的《通典》上只有寥寥數語：「周制，女子許嫁，笄而醴之，稱字。許嫁，已受納徵禮也。笄女禮猶冠男也，使主婦、女賓執其禮。祖廟未毀，教於公宮三月；祖廟已毀，則教於宗室。祖廟，女高祖為君者之廟，以有緦麻之親，就尊者之宮教之也。教以婦德、婦言、婦容、婦功。宗室，大宗子之家。公羊傳：『婦人許嫁，笄而字之，死則以成人之喪埋之。』謂不為殤也。」「許嫁笄，當使主婦對女賓執其禮，其儀如冠男也。又許嫁者用醴禮之，不許嫁者，當用酒醮之，敬其早得禮。」「燕則鬈首。既笄之後去之也，猶若女鬈也。」
到了宋代，一些學者為了推行儒家文化，構擬設計了女子的笄禮。司馬光的《書儀》記載了專門的儀式，朱子的《家禮》與其大體相同。
男子的冠禮中，除了士庶，還有天子、皇太子、皇子、親王、品官等階層的冠禮。在古代的統治結構下，女子缺乏獨立的社會地位，也不從政，雖有命婦，但命婦的封號從夫之官爵，其時女子已嫁，笄禮無從談起。所以，唯有公主有獨特的笄禮。公主的笄禮，文獻語焉不詳，唯《宋史》載有專儀，明代笄禮不見記載。

## 《朱子家禮》笄禮
女子許嫁，即可行笄禮。如果年已十五，即使沒有許嫁，也可以行笄禮。笄禮由母親擔任主人。笄禮前三日戒賓，前一日宿賓，賓選擇親姻婦女中賢而有禮者擔任。笄禮冠服，用冠笄、褙子。將笄者初服，雙紒、衫子。
- 前期三日戒賓，一日宿賓：擇親姻婦女之賢而有禮者為正賓。以箋紙書寫請辭，行禮前三日，派人送達。辭如冠禮（某有子某，若某之某親有子某，將加冠於其首，願吾子之教之也。）。行禮前一日再次恭請正賓。遣人以書致辭。（來日某將加冠於子某，若某親某子某之首。吾子將涖之，敢宿。某上某人。）正賓答書。（某敢不夙興，某上某人。）　但這裡，子作女，冠作笄，吾子作某親或某封。婦人自稱，於己之尊長，則曰兒，卑幼則以屬於夫。尊長則曰新婦，卑幼則曰老婦，非親戚而往來者各以其黨為稱。

- 陳設：設盥洗、帨巾於廳，如祠堂的布置。以帟幕（帷幄）圍成房於廳東北。如果廳無兩階，則畫出階形。

- 厥明陳服：如冠禮但用背子冠笄。背子、履、櫛、掠，都用桌子陳設於東房中東部，以北為上首。酒注、盞盤亦以桌子陳於冠服北面。冠笄以一盤盛之，用帕蒙上，以桌子陳於西階下。一位執事守在旁邊，布席於阼階上之西，面向南。

- 序立：主婦及以下，著盛服就位。主婦在阼階下，稍偏東的地方，面向西。子弟親戚童僕在其後面，排成行，面向西，以北為上。從子弟親戚習禮者中選一人為儐，站在大門外，面向西。將笄者雙紒衫子，在東房中，面向南。

- 賓至，主婦迎入升堂：如冠禮但不用贊者，主婦升自阼階。正賓盛服至大門外，面向東。儐者入，通報主婦，主婦出門，面向西，向正賓行再拜之禮。然後主賓一揖入門。揖讓到階下，又揖讓一次，登階。主婦由阼階，先登階，在阼階上偏東的地方站立，面向西。正賓由西階後登階，在西階上偏西的地方站立，面向東。擯者在東序布筵席，稍偏北，面向西。將笄者出房，面向南。

- 賓為將笄者加冠笄，適房服背子：略如冠禮，但祝用始加之辭，不能則省。正賓向將笄者行揖禮。將笄者出房立於席右，面向席。正賓揖將笄者，即席跪。合紒，施掠。賓下階，主婦也下階，賓盥洗，主婦揖賓，登階復位。執事者以冠笄盤進，賓下一級台階，接過冠笄，執之，正容，到將笄者前，向將笄者祝曰：“吉月令日，始加元服，棄爾幼志，順爾成德，壽考維祺，以介畢福。”然後跪，加之，興，復位，揖笄者。笄者到東房中，脫去衫子，換上褙子，出房，正容，南向。

- 乃醮：擯者在堂中間偏西處設醮席，面向南。賓揖笄者，笄者就席右，面向南。正賓取酒到席前面向北念祝辭曰：“旨酒既清，嘉薦令芳，拜受祭之，以定爾祥，承天之休，壽考不忘。”笄者向正賓再拜，直身，面向南，接酒盞。賓復位，面向東答拜。笄者跪祭酒，直身，就席末，跪，飲酒，興。面向南，再拜。賓向東，答拜。

- 乃字：賓從西階下階，面向東。主婦從阼階下階，面向西。笄者從西階下階，立偏東處，面向南。賓字笄者，致辭曰：“禮儀既備，令月吉日，昭告爾字，爰字孔嘉，女士攸宜，宜之於嘏，永受保之，曰伯某女。”（或仲叔季）。笄者對曰：“某雖不敏，敢不夙夜祗來。”賓也可以另外作祝辭。

- 乃禮賓：主婦以酒饌禮賓。以幣（帛）酬謝，拜謝。幣多少隨宜。

## 《宋史》笄禮
據《宋史》記載（志第六十八禮十八 嘉禮六），宋代公主的笄禮為三加（冠笄、冠朵、九翚四鳳冠）、三醴，服裙背、大袖長裙、褕翟之衣。帝后親臨笄禮，公主笄後受皇帝訓辭。
公主笄禮。年十五，雖未議下嫁，亦笄。笄之日，設香案於殿庭；設冠席於東房外，坐東向西；設醴席於西階上，坐西向東；設席位於冠席南，西向。其裙背、大袖長裙、褕翟之衣，各設於椸，陳下庭；冠笄、冠朵、九翚四鳳冠，各置於盤，蒙以帕。首飾隨之，陳於服椸之南，執事者三人掌之。櫛總置於東房。內執事宮嬪盛服旁立，俟樂作，奏請皇帝升御坐，樂止。 
提舉官奏曰：「公主行笄禮。」樂作，贊者引公主入東房。次行尊者為之總髻畢，出，即席西向坐。次引掌冠者東房，西向立，執事奉冠笄以進，掌冠者進前一步受之，進公主席前，北向立，樂止，祝曰：「令月吉日，始加元服。棄爾幼志，順爾成德。壽考綿鴻，以介景福。」祝畢，樂作，東向冠之，冠畢，席南北向立；贊冠者為之正冠，施首飾畢，揖公主適房，樂止。執事者奉裙背入，服畢，樂作，公主就醴席，掌冠者揖公主坐。贊冠者執酒器，執事者酌酒，授於掌冠者執酒，北向立，樂止，祝曰：「酒醴和旨，籩豆靜嘉。受爾元服，兄弟具來。與國同休，降福孔皆。」祝畢，樂作，進酒，公主飲畢，贊冠者受酒器，執事者奉饌，食訖，徹饌。 
復引公主至冠席坐，樂止。贊冠者至席前，贊冠者脫冠置於盤，執事者徹去，樂作。執事者奉冠以進，掌冠者進前二步受之，進公主席前，北向立，樂止，祝曰：「吉月令辰，乃申爾服，飾以威儀，淑謹爾德。眉壽永年，享受遐福。」祝畢，樂作，東向冠之，冠畢，席南北向立。贊冠者為之正冠，施首飾畢，揖公主適房，樂止。執事奉大袖長裙入，服畢，樂作。公主至醴席，掌冠者揖公主坐。贊冠者執酒器，執事者酌酒，授於掌冠者執酒，北向立，樂止，祝曰：「賓贊既戒，肴核惟旅。申加爾服，禮儀有序。允觀爾成，永天之祜。」祝畢，樂作，進酒，公主飲畢，贊冠者受酒器，執事者奉饌食訖，徹饌。 
復引公主至冠席坐，樂作。贊冠者至席前，贊冠者脫冠置於盤，執事者徹去，樂作。執事奉九翚四鳳冠以進，掌冠者進前三步受之，進公主席前，向北而立，樂止，祝曰：「以歲之吉，以月之令，三加爾服，保茲永命。以終厥德，受天之慶。」祝畢，樂作，東向冠之，冠畢，席南北向立。贊冠者為之正冠、施首飾畢，揖公主適房，樂止。執事者奉褕翟之衣入，服畢，樂作，公主至醴席，掌冠者揖公主坐。贊冠者執酒器，執事者酌酒，授於掌冠者執酒，北向立，樂止，祝曰：「旨酒嘉薦，有飶其香。鹹加爾服，眉壽無疆。永承天休，俾熾而昌。」祝畢，樂作，進酒，公主飲畢，贊冠者受酒器。執事者奉饌，食訖，徹饌。 
復引公主至席位立，樂止，掌冠者詣前相對，致辭曰：「歲日具吉，威儀孔時。昭告厥字，令德攸宜。表爾淑美，永保受之。可字曰某。」辭訖，樂作，掌冠者退。引公主至君父之前，樂止，再拜起居，謝恩再拜。少俟，提舉進御坐前承旨訖，公主再拜。提舉乃宣訓辭曰：「事親以孝，接下以慈。和柔正順，恭儉謙儀。不溢不驕，毋诐毋欺。古訓是式，爾其守之。」宣訖，公主再拜，前奏曰：「兒雖不敏，敢不祗承！」歸位再拜，見后母之禮如之。 
禮畢，公主復坐，皇后稱賀，次妃嬪稱賀，次掌冠、贊冠者謝恩，次提舉眾內臣稱賀，其餘班次稱賀，並依常式。禮畢，樂作；駕興，樂止。

## 服饰
宋朝公主三加笄汉服如下：
| 步骤 | 意义 | 服名     | 首服       | 服制     |
| ---- | ---- | -------- | ---------- | -------- |
| 初加 | 常服 | 裙背     | 冠笄       | 裙襦褙子 |
| 再加 | 礼服 | 大袖长裙 | 冠朶       | 裙襦     |
| 三加 | 祭服 | 褕翟     | 九翬四凤冠 | 深衣     |

## 記載
- 女子許嫁，笄而字。——《禮記·曲禮》
- 十有五年而笄，二十而嫁。——《禮記·內則》
- 女子許嫁，笄而醴之，稱字。——《儀禮·士昏禮》
- 昏姻冠笄，所以別男女也。——《禮記·樂記》
- 女子幼，嫁必笄。——《白虎通》
- 女子十五而笄，許嫁而笄。——《古今韻會舉要》
- 笄冠有成人之容。——《通典》
- 三苗髽首，羌人括領，中國冠笄，越人劗鬋。——《淮南子·齊俗訓》

## 衍生詞
- 及笄：女子到了成年行笄禮的年齡。
- 笄女：成年的女兒。
- 笄年：及笄之年，成年。
- 笄冠：女子及笄，男子加冠，指成年。

## 外部連結
古代女子婚嫁年龄考 （页面存档备份，存于）